# Jakob de Gheyn II

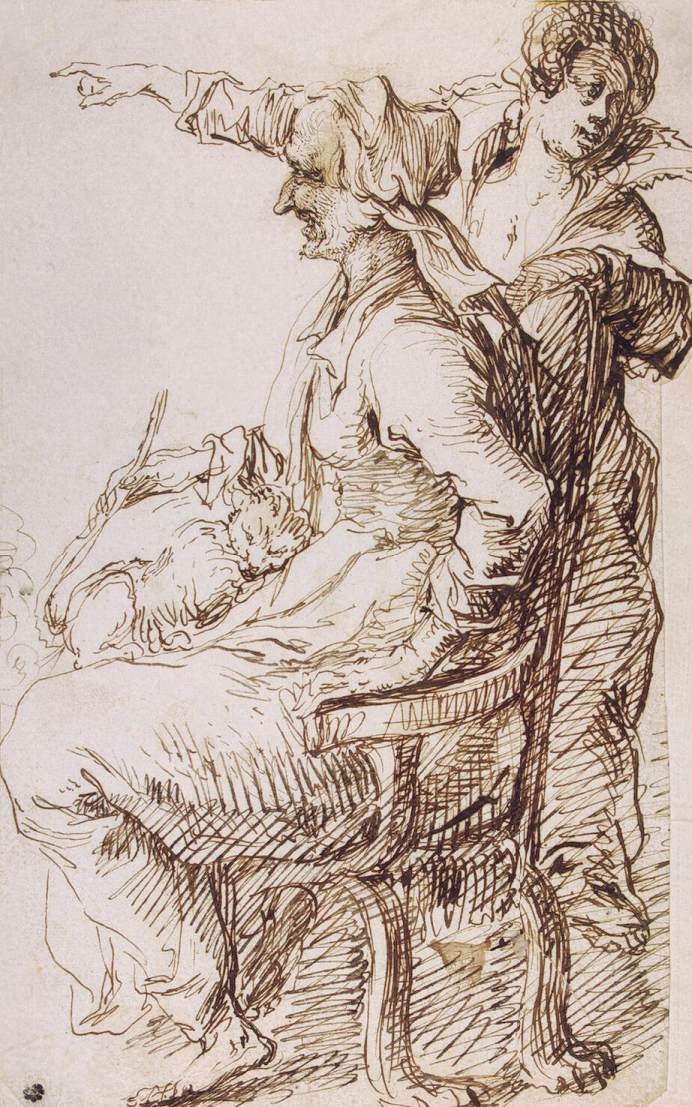
Två häxor med en katt av Jakob de Gheyn II.

Jakob (Jacques) de Gheyn II., född omkring 1565 i Antwerpen, död 1629 i Haag, var en nederländsk konstnär.
Gheyns far med samma namn som var glasmålare.
Gheyn anslöt sig som kopparstickare till Hendrick Goltzius i Haarlem som även var hans lärare. Han verkade därefter i Amsterdam, Leiden och slutligen från omkring 1598 i Haag. Han utförde i glänsande teknik stick efter samtida målare. Gheyns livfulla pennteckningar anses ha utövat inflytande på Rembrandt. Gheyn utförde även blomstermålningar och historiska bilder i olja.
Han utförde annars målningar, teckningar och gravyrer i praktiskt taget alla genrer. Gheyn är representerad vid bland annat Göteborgs konstmuseum.